# Sunny Balwani
Ramesh « Sunny » Balwani, né entre mars et juin 1965,, est un dirigeant d'entreprises américain. 
Il a été président et directeur d'exploitation de Theranos, une entreprise privée du secteur des technologies de la santé fondée par sa petite amie de l'époque, Elizabeth Holmes. Theranos est connu pour ses affirmations mensongères selon lesquelles elle aurait conçu des tests sanguins révolutionnaires utilisant de très petites quantités de sang. Dès les années 2015-2016, Theranos a été critiquée par les médias en raison des affirmations de sa dirigeante et de ses pratiques discutables. En mars et juin 2018, Ramesh Balwani a été inculpé par l'autorité de régulation des marchés puis la justice américaine. Il est soupçonné d'avoir trompé les investisseurs de Theranos à hauteur de plusieurs millions de dollars et d'avoir menti aux médecins et aux patients sur la fiabilité de ses tests. Il a été condamné en 2022 à treize ans de prison pour escroquerie.

## Avant Theranos
Ramesh Balwani est né au Pakistan dans une famille hindoue. En raison des discriminations religieuses au Pakistan, la famille s'est ensuite installée en Inde. La famille a ensuite immigré aux États-Unis et, en 1986, Balwani a commencé ses études de premier cycle à l’université du Texas à Austin, où il était membre de l'association des étudiants pakistanais (Pakistani Students Association), et figure dans le Cactus Yearbook de 1988,. Il a reçu un diplôme de premier cycle en systèmes d'information. 
Balwani a commencé sa carrière pour Lotus Software puis Microsoft avant la création de CommerceBid. En 1998, Balwani a contribué à la création de CommerceBid.com, une société de développement de logiciels qui aidait les entreprises à acheter et à vendre des produits sur Internet. En 1999, la société a été rachetée par Commerce One, une autre entreprise de logiciels de développement d’entreprises possédant un stock à valorisation élevée, pour 4,5 millions de dollars en espèces et 785 000 actions de Commerce One soit près de 230 millions de dollars,. Balwani a alors rejoint le conseil d'administration de la nouvelle société. En juillet 2000, Balwani a liquidé ses actions dans Commerce One, empochant près de 90 millions de dollars peu avant la fermeture de la société, et l'éclatement de la bulle Internet,. Par la suite, il a repris des études et obtenu une maîtrise en administration des affaires de l'université de Californie à Berkeley en 2003.
Pendant ses études à Berkeley, Balwani a rencontré Elizabeth Holmes, qui était alors en dernière année de lycée. À cette époque, Balwani et Holmes avaient respectivement 37 et 18 ans, ils se sont rencontrés lors d'un voyage à Pékin organisé par leur cours de mandarin d’été de Stanford. Ils ont ensuite poursuivi leurs études à l'université Stanford, lui dans une formation d'informatique et elle en génie chimique, qu'ils ont ensuite arrêtées pour se consacrer à plein temps à Theranos,.

## Carrière à Theranos

Logo de Theranos.

Balwani a rejoint Theranos en 2009, quelques années après sa fondation par Holmes. Président de la société, il dirigeait les opérations quotidiennes de Theranos.
Personne parmi le conseil d'administration n'avait d'expertise médicale, et Balwani lui-même n'avait aucune expérience en biologie ou en appareils de santé.
D'anciens employés de Theranos le décrivent comme envahissant, sans compromis, exigeant, si secret et si inquiet à propos de l'espionnage industriel qu'il leur semblait proche de la paranoïa.
Balwani aurait déclaré à un moment donné : « Cette invention [le système de test sanguin Edison] va être très comparable, euh, avec… avec la découverte des antibiotiques. ».
Au sein de Theranos, Balwani avait la réputation d'utiliser des termes techniques qu’il ne semblait pas comprendre et qui étaient prises pour des tentatives de paraître plus expert qu'il ne l'était. Il a une fois mal entendu « end effector » (la griffe ou un autre dispositif situé au bout du bras d’un robot automatisé) et a répété « endofactor » (qui ne veut rien dire) tout au long d'une réunion, sans remarquer le moment où « Endofactor » a ensuite été utilisé comme blague dans une présentation PowerPoint.

## L'affaire Theranos
En octobre 2015, le Wall Street Journal a publié un article sur Theranos indiquant que leur dispositif d'analyse de sang Edison produisait des résultats inexacts. Les services de santé ont publié en mars 2016 des rapports d'inspection confirmant que les machines Edison échouaient fréquemment aux tests qualité et donnaient parfois des résultats différents pour la même mesure. En avril 2016, Theranos a annoncé aux autorités de contrôle qu'il avait annulé les résultats des tests des machines Edison pour 2014 et 2015, ainsi que certains autres tests effectués sur des machines conventionnelles. 
En janvier 2016, les services de santé ont envoyé une lettre d'avertissement à Theranos après avoir inspecté son laboratoire à Newark, en Californie. En y retournant en mars 2016, ils se sont rendu compte que les problèmes n'avaient pas été réglés et ont proposé d'interdire pendant deux ans à Balwani de posséder ou d'exploiter un laboratoire de transfusion sanguine.
En 2022, Balwani a été condamné à treize ans de prison pour escroquerie, condamnation ramenée à 11 ans en 2023.